# Adà (esposa d'Esaú)
Adà és un personatge bíblic del Gènesi, una de les mullers d'Esaú i mare d'Elifaz.
El Gènesi recull que va ser una de les dones cananees amb qui es va casar Esaú. Era filla d'Elon l'Hitita. Va ser mare d'Elifaz, el primogènit d'Esaú. Els seus descendents serien els caps de tribu Teman, Omar, Sefó i Quenaz, a més de Gatam i Amalec, que vivien al país d'Edom i són citats en un altre versicle. Hom afirma que Adà podria tenir un origen comú amb l'esposa de Lèmec, a la qual es dona el mateix nom.
En el capítol on es parla del casament d'Esaú, aquesta filla d'Elon l'hitita és anomenada Bassemat. Aquest nom després és esmentat per anomenar la mare de Reuel, diferenciada d'Adà. Segons els estudiosos, Bassemat seria també Mahalat, ja que el nom Bassemat l'havia donat Esaú a Adà. El fet de canviar noms d'esposes hitites seria una manera de calmar els ànims dels seus pares, que no aprovaven unions amb dones estrangeres.